# Grantessa ramosa
Grantessa ramosa är en svampdjursart som först beskrevs av Ernst Haeckel 1872.  Grantessa ramosa ingår i släktet Grantessa och familjen Heteropiidae. Inga underarter finns listade i Catalogue of Life.